# Europarlamentari della I legislatura
Gli europarlamentari della I legislatura, eletti a seguito delle elezioni europee del 1979, sono stati i seguenti.

## Composizione storica
| Europarlamentare                                | Stato       | Lista                                           | Gruppo |
| ----------------------------------------------- | ----------- | ----------------------------------------------- | ------ |
| Victor Abens                                    | Lussemburgo | Partito Operaio Socialista Lussemburghese       | SOC    |
| Gordon J. Adam                                  | Regno Unito | Partito Laburista                               | SOC    |
| Pietro Adonnino                                 | Italia      | Democrazia Cristiana                            | PPE    |
| Susanna Agnelli                                 | Italia      | Partito Repubblicano Italiano                   | LD     |
| Heinrich Aigner                                 | Germania    | Unione Cristiano-Sociale in Baviera             | PPE    |
| Siegbert Alber                                  | Germania    | Unione Cristiano-Democratica di Germania        | PPE    |
| Willem Albers                                   | Paesi Bassi | Partito del Lavoro                              | SOC    |
| Giorgio Almirante                               | Italia      | Movimento Sociale Italiano - Destra Nazionale   | NI     |
| Giorgio Amendola                                | Italia      | Partito Comunista Italiano                      | COM    |
| Gustave Ansart                                  | Francia     | Partito Comunista Francese                      | COM    |
| Vincent F.M. Ansquer                            | Francia     | Raggruppamento per la Repubblica                | DPE    |
| Dario Antoniozzi                                | Italia      | Democrazia Cristiana                            | PPE    |
| Gaetano Arfé                                    | Italia      | Partito Socialista Italiano                     | SOC    |
| Rudi Arndt                                      | Germania    | Partito Socialdemocratico di Germania           | SOC    |
| Fabrizia Baduel Glorioso                        | Italia      | Partito Comunista Italiano                      | COM    |
| Louis Baillot                                   | Francia     | Partito Comunista Francese                      | COM    |
| Richard A. Balfe                                | Regno Unito | Partito Laburista                               | SOC    |
| Neil R. Balfour                                 | Regno Unito | Partito Conservatore                            | DE     |
| Martin Bangemann                                | Germania    | Partito Liberale Democratico                    | LD     |
| Giovanni Barbagli                               | Italia      | Democrazia Cristiana                            | PPE    |
| Carla Barbarella                                | Italia      | Partito Comunista Italiano                      | COM    |
| Paolo Barbi                                     | Italia      | Democrazia Cristiana                            | PPE    |
| Robert C. Battersby                             | Regno Unito | Partito Conservatore                            | DE     |
| Pierre Baudis                                   | Francia     | Unione per la Democrazia Francese               | LD     |
| Peter Beazley                                   | Regno Unito | Partito Conservatore                            | DE     |
| Cornelis Berkhouwer                             | Paesi Bassi | Partito Popolare per la Libertà e la Democrazia | LD     |
| Enrico Berlinguer                               | Italia      | Partito Comunista Italiano                      | COM    |
| Giovanni Bersani                                | Italia      | Democrazia Cristiana                            | PPE    |
| The Lord Nicholas Bethell                       | Regno Unito | Partito Conservatore                            | DE     |
| Enzo Bettiza                                    | Italia      | Partito Liberale Italiano                       | LD     |
| Bouke Beumer                                    | Paesi Bassi | Appello Cristiano Democratico                   | PPE    |
| Neil Blaney                                     | Irlanda     | Indipendente                                    | CDI    |
| Erik Bernhard Blumenfeld                        | Germania    | Unione Cristiano-Democratica di Germania        | PPE    |
| Gisèle Bochenek-Forray                          | Francia     | Partito Socialista                              | SOC    |
| Reinhold L. Bocklet                             | Germania    | Unione Cristiano-Sociale in Baviera             | PPE    |
| Fernand Boden                                   | Lussemburgo | Partito Popolare Cristiano Sociale              | PPE    |
| Jørgen Bøgh                                     | Danimarca   | Movimento Popolare contro la CEE                | CDI    |
| Aldo Bonaccini                                  | Italia      | Partito Comunista Italiano                      | COM    |
| Jens-Peter Bonde                                | Danimarca   | Movimento Popolare contro la CEE                | CDI    |
| Emma Bonino                                     | Italia      | Partito Radicale                                | CDI    |
| Elise C.A.M. Boot                               | Paesi Bassi | Appello Cristiano Democratico                   | PPE    |
| Bodil Boserup                                   | Danimarca   | Partito Popolare Socialista                     | COM    |
| Roland Boyes                                    | Regno Unito | Partito Laburista                               | SOC    |
| Willy Brandt                                    | Germania    | Partito Socialdemocratico di Germania           | SOC    |
| Beate Ann Brookes                               | Regno Unito | Partito Conservatore                            | DE     |
| Janey O'Neil Buchan                             | Regno Unito | Partito Laburista                               | SOC    |
| Hubert Jean Buchou                              | Francia     | Raggruppamento per la Repubblica                | DPE    |
| Antonino Buttafuoco                             | Italia      | Movimento Sociale Italiano - Destra Nazionale   | NI     |
| Richard G. Caborn                               | Regno Unito | Partito Laburista                               | SOC    |
| Henri-Guy Caillavet                             | Francia     | Unione per la Democrazia Francese               | LD     |
| Corentin Calvez                                 | Francia     | Unione per la Democrazia Francese               | LD     |
| Mario Capanna                                   | Italia      | Democrazia Proletaria                           | CDI    |
| Umberto Cardia                                  | Italia      | Partito Comunista Italiano                      | COM    |
| Tullia Romagnoli Carettoni                      | Italia      | Partito Comunista Italiano                      | COM    |
| Antonio Cariglia                                | Italia      | Partito Socialista Democratico Italiano         | SOC    |
| Angelo Carossino                                | Italia      | Partito Comunista Italiano                      | COM    |
| Maria Luisa Cassanmagnago Cerretti              | Italia      | Democrazia Cristiana                            | PPE    |
| Luciana Castellina                              | Italia      | Partito di Unità Proletaria per il Comunismo    | CDI    |
| Barbara A. Castle                               | Regno Unito | Partito Laburista                               | SOC    |
| Sir Fred Catherwood                             | Regno Unito | Partito Conservatore                            | DE     |
| Manlio Cecovini                                 | Italia      | Partito Liberale Italiano                       | LD     |
| Domenico Ceravolo                               | Italia      | Partito Comunista Italiano                      | COM    |
| Robert Chambeiron                               | Francia     | Partito Comunista Francese                      | COM    |
| Jacques Chirac                                  | Francia     | Raggruppamento per la Repubblica                | DPE    |
| Nicole Chouraqui                                | Francia     | Raggruppamento per la Repubblica                | DPE    |
| Maria Lisa Cinciari Rodano                      | Italia      | Partito Comunista Italiano                      | COM    |
| Mark Clinton                                    | Irlanda     | Fine Gael                                       | PPE    |
| Ann Clwyd                                       | Regno Unito | Partito Laburista                               | SOC    |
| Robert Cohen                                    | Paesi Bassi | Partito del Lavoro                              | SOC    |
| Marcel G.B. Colla                               | Belgio      | Partito Socialista Differente                   | SOC    |
| Arnaldo Colleselli                              | Italia      | Democrazia Cristiana                            | PPE    |
| Kenneth D. Collins                              | Regno Unito | Partito Laburista                               | SOC    |
| Francisque Collomb                              | Francia     | Unione per la Democrazia Francese               | PPE    |
| Emilio Colombo                                  | Italia      | Democrazia Cristiana                            | PPE    |
| Francis Combe                                   | Francia     | Unione per la Democrazia Francese               | LD     |
| Maurits P.-A. Coppieters                        | Belgio      | Unione Popolare                                 | CDI    |
| Roberto Costanzo                                | Italia      | Democrazia Cristiana                            | PPE    |
| Richard J. Cottrell                             | Regno Unito | Partito Conservatore                            | DE     |
| John De Courcy Ling                             | Regno Unito | Partito Conservatore                            | DE     |
| Bettino Craxi                                   | Italia      | Partito Socialista Italiano                     | SOC    |
| Édith Cresson                                   | Francia     | Partito Socialista                              | SOC    |
| Jerry Cronin                                    | Irlanda     | Fianna Fáil                                     | DPE    |
| Lambert V.J. Croux                              | Belgio      | Partito Popolare Cristiano                      | PPE    |
| David M. Curry                                  | Regno Unito | Partito Conservatore                            | DE     |
| Joachim Dalsass                                 | Italia      | Südtiroler Volkspartei                          | PPE    |
| Ian M. Dalziel                                  | Regno Unito | Partito Conservatore                            | DE     |
| Félix Damette                                   | Francia     | Partito Comunista Francese                      | COM    |
| André R.J.-M.H.-A Damseaux                      | Belgio      | Partito Riformatore Liberale                    | LD     |
| Francescopaolo D'Angelosante                    | Italia      | Partito Comunista Italiano                      | COM    |
| Pieter Dankert                                  | Paesi Bassi | Partito del Lavoro                              | SOC    |
| Noel Michael Davern                             | Irlanda     | Fianna Fáil                                     | DPE    |
| Michel Debatisse                                | Francia     | Unione per la Democrazia Francese               | PPE    |
| Michel J.-P. Debré                              | Francia     | Raggruppamento per la Repubblica                | DPE    |
| Willy C.E.H. De Clercq                          | Belgio      | Partito della Libertà e del Progresso           | LD     |
| Paul Ph. M.H. De Keersmaeker                    | Belgio      | Partito Popolare Cristiano                      | PPE    |
| Arie De Goede                                   | Paesi Bassi | Democratici 66                                  | NI     |
| Suzanne Dekker                                  | Paesi Bassi | Democratici 66                                  | NI     |
| Charles Delatte                                 | Francia     | Unione per la Democrazia Francese               | LD     |
| Gustave Deleau                                  | Francia     | Raggruppamento per la Repubblica                | DPE    |
| Fernand L. Delmotte                             | Belgio      | Partito Socialista                              | SOC    |
| Robert Delorozoy                                | Francia     | Unione per la Democrazia Francese               | LD     |
| Jacques L.J. Delors                             | Francia     | Partito Socialista                              | SOC    |
| Danielle De March-Ronco                         | Francia     | Partito Comunista Francese                      | COM    |
| Jacques Denis                                   | Francia     | Partito Comunista Francese                      | COM    |
| Pancrazio De Pasquale                           | Italia      | Partito Comunista Italiano                      | COM    |
| Eileen Desmond                                  | Irlanda     | Partito Laburista                               | SOC    |
| Sile De Valera                                  | Irlanda     | Fianna Fáil                                     | DPE    |
| Alfredo Diana                                   | Italia      | Democrazia Cristiana                            | PPE    |
| Mario Didò                                      | Italia      | Partito Socialista Italiano                     | SOC    |
| Marie-Madeleine Dienesch                        | Francia     | Raggruppamento per la Repubblica                | DPE    |
| André F.E. Diligent                             | Francia     | Unione per la Democrazia Francese               | PPE    |
| Georges H. Donnez                               | Francia     | Unione per la Democrazia Francese               | LD     |
| Charles Wellesley (Lord Douro)                  | Regno Unito | Partito Conservatore                            | DE     |
| Maurice S.R.C. Druon                            | Francia     | Raggruppamento per la Repubblica                | DPE    |
| The Baroness Elles                              | Regno Unito | Partito Conservatore                            | DE     |
| Derek A. Enright                                | Regno Unito | Partito Laburista                               | SOC    |
| Claude Estier                                   | Francia     | Partito Socialista                              | SOC    |
| Winifred M. Ewing                               | Regno Unito | Partito Nazionale Scozzese                      | DPE    |
| Guido Fanti                                     | Italia      | Partito Comunista Italiano                      | COM    |
| Edgar Faure                                     | Francia     | Unione per la Democrazia Francese               | LD     |
| Maurice Faure                                   | Francia     | Partito Socialista (MRG)                        | SOC    |
| Ludwig Fellermaier                              | Germania    | Partito Socialdemocratico di Germania           | SOC    |
| Adam Fergusson                                  | Regno Unito | Partito Conservatore                            | DE     |
| Guy Fernandez                                   | Francia     | Partito Comunista Francese                      | COM    |
| Basil De Ferranti                               | Regno Unito | Partito Conservatore                            | DE     |
| Bruno Ferrero                                   | Italia      | Partito Comunista Italiano                      | COM    |
| Mauro Ferri                                     | Italia      | Partito Socialista Democratico Italiano         | SOC    |
| Renzo Eligio Filippi                            | Italia      | Democrazia Cristiana                            | PPE    |
| Seán Flanagan                                   | Irlanda     | Fianna Fáil                                     | DPE    |
| Colette Flesch                                  | Lussemburgo | Partito Democratico                             | LD     |
| Katharina Focke                                 | Germania    | Partito Socialdemocratico di Germania           | SOC    |
| Norvela Forster                                 | Regno Unito | Partito Conservatore                            | DE     |
| Eric Forth                                      | Regno Unito | Partito Conservatore                            | DE     |
| Bruno Friedrich                                 | Germania    | Partito Socialdemocratico di Germania           | SOC    |
| Ingo Friedrich                                  | Germania    | Unione Cristiano-Sociale in Baviera             | PPE    |
| Georges Louis Frischmann                        | Francia     | Partito Comunista Francese                      | COM    |
| Isidor W. Früh                                  | Germania    | Unione Cristiano-Democratica di Germania        | PPE    |
| Karl Fuchs                                      | Germania    | Unione Cristiano-Sociale in Baviera             | PPE    |
| Yvette M. Fuillet                               | Francia     | Partito Socialista                              | SOC    |
| Volkmar Gabert                                  | Germania    | Partito Socialdemocratico di Germania           | SOC    |
| Paola Gaiotti De Biase                          | Italia      | Democrazia Cristiana                            | PPE    |
| Michael Gallagher                               | Regno Unito | Partito Laburista                               | SOC    |
| Yves A.R. Galland                               | Francia     | Unione per la Democrazia Francese               | LD     |
| Carlo Alberto Galluzzi                          | Italia      | Partito Comunista Italiano                      | COM    |
| Françoise Gaspard                               | Francia     | Partito Socialista                              | SOC    |
| Vincenzo Gatto                                  | Italia      | Partito Socialista Italiano                     | SOC    |
| Paul-Henry E.M.Gh. Gendebien                    | Belgio      | Fronte Democratico dei Francofoni               | NI     |
| Aart Geurtsen                                   | Paesi Bassi | Partito Popolare per la Libertà e la Democrazia | LD     |
| Alberto Ghergo                                  | Italia      | Democrazia Cristiana                            | PPE    |
| Giovanni Giavazzi                               | Italia      | Democrazia Cristiana                            | PPE    |
| Alain Y.M. Gillot                               | Francia     | Raggruppamento per la Repubblica                | DPE    |
| Vincenzo Giummarra                              | Italia      | Democrazia Cristiana                            | PPE    |
| Ernest Glinne                                   | Belgio      | Partito Socialista                              | SOC    |
| Guido Gonella                                   | Italia      | Democrazia Cristiana                            | PPE    |
| Alfons Goppel                                   | Germania    | Unione Cristiano-Sociale in Baviera             | PPE    |
| Anselmo Gouthier                                | Italia      | Partito Comunista Italiano                      | COM    |
| Eva Gredal                                      | Danimarca   | Socialdemocratici                               | SOC    |
| Maxime François Gremetz                         | Francia     | Partito Comunista Francese                      | COM    |
| (Win) Winston James Griffiths                   | Regno Unito | Partito Laburista                               | SOC    |
| Mette Groes                                     | Danimarca   | Socialdemocratici                               | SOC    |
| Niels Jørgen Haagerup                           | Danimarca   | Venstre                                         | LD     |
| Wilhelm F.T. Hahn                               | Germania    | Unione Cristiano-Democratica di Germania        | PPE    |
| Else Hammerich                                  | Danimarca   | Movimento Popolare contro la CEE                | CDI    |
| Klaus Hänsch                                    | Germania    | Partito Socialdemocratico di Germania           | SOC    |
| The Lord Harmar-Nicholls                        | Regno Unito | Partito Conservatore                            | DE     |
| David A. Harris                                 | Regno Unito | Partito Conservatore                            | DE     |
| Karl W.H. Hauenschild                           | Germania    | Partito Socialdemocratico di Germania           | SOC    |
| Wilhelm Helms                                   | Germania    | Unione Cristiano-Democratica di Germania        | PPE    |
| Jaak P.J. Henckens                              | Belgio      | Partito Popolare Cristiano                      | PPE    |
| Luise Herklotz                                  | Germania    | Partito Socialdemocratico di Germania           | SOC    |
| Fernand H.J. Herman                             | Belgio      | Partito Sociale Cristiano                       | PPE    |
| Magdalene Hoff                                  | Germania    | Partito Socialdemocratico di Germania           | SOC    |
| Jacqueline Hoffmann                             | Francia     | Partito Comunista Francese                      | COM    |
| Karl-Heinz Hoffmann                             | Germania    | Unione Cristiano-Democratica di Germania        | PPE    |
| Gloria D. Hooper                                | Regno Unito | Partito Conservatore                            | DE     |
| William J. Hopper                               | Regno Unito | Partito Conservatore                            | DE     |
| Brian H. Hord                                   | Regno Unito | Partito Conservatore                            | DE     |
| Paul F. Howell                                  | Regno Unito | Partito Conservatore                            | DE     |
| John Hume                                       | Regno Unito | Partito Social Democratico e Laburista          | SOC    |
| Alasdair Henry Hutton                           | Regno Unito | Partito Conservatore                            | DE     |
| Nilde Iotti                                     | Italia      | Partito Comunista Italiano                      | COM    |
| Felice Ippolito                                 | Italia      | Partito Comunista Italiano                      | COM    |
| Ulrich Irmer                                    | Germania    | Partito Liberale Democratico                    | LD     |
| Christopher M. Jackson                          | Regno Unito | Partito Conservatore                            | DE     |
| Robert Victor Jackson                           | Regno Unito | Partito Conservatore                            | DE     |
| Erhard V. Jakobsen                              | Danimarca   | Democratici di Centro                           | DE     |
| James L. Janssen van Raay                       | Paesi Bassi | Appello Cristiano Democratico                   | PPE    |
| Gérard Jaquet                                   | Francia     | Partito Socialista                              | SOC    |
| Stanley P. Johnson                              | Regno Unito | Partito Conservatore                            | DE     |
| Sjouke Jonker                                   | Paesi Bassi | Appello Cristiano Democratico                   | PPE    |
| Charles Josselin                                | Francia     | Partito Socialista                              | SOC    |
| Heinrich Jürgens                                | Germania    | Partito Liberale Democratico                    | LD     |
| Hans Katzer                                     | Germania    | Unione Cristiano-Democratica di Germania        | PPE    |
| Liam Kavanagh                                   | Irlanda     | Partito Laburista                               | SOC    |
| Edward T. Kellett-Bowman                        | Regno Unito | Partito Conservatore                            | DE     |
| Elaine Kellett-Bowman                           | Regno Unito | Partito Conservatore                            | DE     |
| Brian M. Key                                    | Regno Unito | Partito Laburista                               | SOC    |
| Kent S. Kirk                                    | Danimarca   | Partito Popolare Conservatore                   | DE     |
| Egon Klepsch                                    | Germania    | Unione Cristiano-Democratica di Germania        | PPE    |
| Jan Klinkenborg                                 | Germania    | Partito Socialdemocratico di Germania           | SOC    |
| Herbert W. Köhler                               | Germania    | Unione Cristiano-Democratica di Germania        | PPE    |
| Annie Krouwel-Vlam                              | Paesi Bassi | Partito del Lavoro                              | SOC    |
| Heinz Kühn                                      | Germania    | Partito Socialdemocratico di Germania           | SOC    |
| Claude L.L.P. Labbé                             | Francia     | Raggruppamento per la Repubblica                | DPE    |
| Patrick Joseph Lalor                            | Irlanda     | Fianna Fáil                                     | DPE    |
| Erwin Lange                                     | Germania    | Partito Socialdemocratico di Germania           | SOC    |
| Horst Langes                                    | Germania    | Unione Cristiano-Democratica di Germania        | PPE    |
| Jean A.F. Lecanuet                              | Francia     | Unione per la Democrazia Francese               | PPE    |
| Olivier Lefèvre d'Ormesson                      | Francia     | Unione per la Democrazia Francese (CNI)         | PPE    |
| Silvio Lega                                     | Italia      | Democrazia Cristiana                            | PPE    |
| Gerd Ludwig Lemmer                              | Germania    | Unione Cristiano-Democratica di Germania        | PPE    |
| Marlene Lenz                                    | Germania    | Unione Cristiano-Democratica di Germania        | PPE    |
| Silvio Leonardi                                 | Italia      | Partito Comunista Italiano                      | COM    |
| Pietro Lezzi                                    | Italia      | Partito Socialista Italiano                     | SOC    |
| Giosuè Ligios                                   | Italia      | Democrazia Cristiana                            | PPE    |
| Salvo Lima                                      | Italia      | Democrazia Cristiana                            | PPE    |
| Erdmann Linde                                   | Germania    | Partito Socialdemocratico di Germania           | SOC    |
| Rolf Linkohr                                    | Germania    | Partito Socialdemocratico di Germania           | SOC    |
| Anne-Marie A. Lizin                             | Belgio      | Partito Socialista                              | SOC    |
| Eugen Loderer                                   | Germania    | Partito Socialdemocratico di Germania           | SOC    |
| Alfred Lomas                                    | Regno Unito | Partito Laburista                               | SOC    |
| Charles-Emile Loo                               | Francia     | Partito Socialista                              | SOC    |
| Hendrik J. Louwes                               | Paesi Bassi | Partito Popolare per la Libertà e la Democrazia | LD     |
| Hans August Lücker                              | Germania    | Unione Cristiano-Sociale in Baviera             | PPE    |
| Rudolf Luster                                   | Germania    | Unione Cristiano-Democratica di Germania        | PPE    |
| Finn Lynge                                      | Danimarca   | Siumut                                          | SOC    |
| Luigi Macario                                   | Italia      | Democrazia Cristiana                            | PPE    |
| Gilles Martinet                                 | Francia     | Partito Socialista                              | SOC    |
| John Joseph Mccartin                            | Irlanda     | Fine Gael                                       | PPE    |
| Emmanuel P.M. Maffre-Baugé                      | Francia     | Partito Comunista Francese                      | COM    |
| Thomas Joseph Maher                             | Irlanda     | Indipendente                                    | LD     |
| Hanja Maij-Weggen                               | Paesi Bassi | Appello Cristiano Democratico                   | PPE    |
| Ernst Majonica                                  | Germania    | Unione Cristiano-Democratica di Germania        | PPE    |
| Kurt Malangré                                   | Germania    | Unione Cristiano-Democratica di Germania        | PPE    |
| Christian De La Malène                          | Francia     | Raggruppamento per la Repubblica                | DPE    |
| Georges Marchais                                | Francia     | Partito Comunista Francese                      | COM    |
| John Leslie Marshall                            | Regno Unito | Partito Conservatore                            | DE     |
| Maurice Martin                                  | Francia     | Partito Comunista Francese                      | COM    |
| Simone M.M. Martin                              | Francia     | Unione per la Democrazia Francese               | LD     |
| Pierre Mauroy                                   | Francia     | Partito Socialista                              | SOC    |
| Sylvie Mayer                                    | Francia     | Partito Comunista Francese                      | COM    |
| Thomas Megahy                                   | Regno Unito | Partito Laburista                               | SOC    |
| Meinolf Mertens                                 | Germania    | Unione Cristiano-Democratica di Germania        | PPE    |
| Pierre Messmer                                  | Francia     | Raggruppamento per la Repubblica                | DPE    |
| Victor J.J. Michel                              | Belgio      | Partito Sociale Cristiano                       | PPE    |
| Marcello Modiano                                | Italia      | Democrazia Cristiana                            | PPE    |
| Poul Møller                                     | Danimarca   | Partito Popolare Conservatore                   | DE     |
| James Moorhouse                                 | Regno Unito | Partito Conservatore                            | DE     |
| Jacques P. Moreau                               | Francia     | Partito Socialista                              | SOC    |
| Louise Moreau                                   | Francia     | Unione per la Democrazia Francese               | PPE    |
| Robert J. Moreland                              | Regno Unito | Partito Conservatore                            | DE     |
| Didier Motchane                                 | Francia     | Partito Socialista                              | SOC    |
| Ernst Müller-Hermann                            | Germania    | Unione Cristiano-Democratica di Germania        | PPE    |
| Hemmo J. Muntingh                               | Paesi Bassi | Partito del Lavoro                              | SOC    |
| Angelo Narducci                                 | Italia      | Democrazia Cristiana                            | PPE    |
| Bill Newton Dunn                                | Regno Unito | Partito Conservatore                            | DE     |
| Sir David Lancaster Nicolson                    | Regno Unito | Partito Conservatore                            | DE     |
| Jørgen Brøndlund Nielsen                        | Danimarca   | Venstre                                         | LD     |
| Tove Nielsen                                    | Danimarca   | Venstre                                         | LD     |
| Hans R. Nord                                    | Paesi Bassi | Partito Popolare per la Libertà e la Democrazia | LD     |
| Franz-Josef Nordlohne                           | Germania    | Unione Cristiano-Democratica di Germania        | PPE    |
| Sir Tom Normanton                               | Regno Unito | Partito Conservatore                            | DE     |
| Harry A.C.M. Notenboom                          | Paesi Bassi | Appello Cristiano Democratico                   | PPE    |
| Charles-Ferdinand Nothomb                       | Belgio      | Partito Sociale Cristiano                       | PPE    |
| Kai Nyborg                                      | Danimarca   | Partito del Progresso                           | DPE    |
| John O'Connell                                  | Irlanda     | Partito Laburista                               | SOC    |
| Tom G. O'Donnell                                | Irlanda     | Fine Gael                                       | PPE    |
| Jean A. Oehler                                  | Francia     | Partito Socialista                              | SOC    |
| The Lord O'Hagan                                | Regno Unito | Partito Conservatore                            | DE     |
| Michael O'Leary                                 | Irlanda     | Partito Laburista                               | SOC    |
| Kjeld Olesen                                    | Danimarca   | Socialdemocratici                               | SOC    |
| Flavio Orlandi                                  | Italia      | Partito Socialista Democratico Italiano         | SOC    |
| Ian R.K. Paisley                                | Regno Unito | Partito Unionista Democratico                   | NI     |
| Gian Carlo Pajetta                              | Italia      | Partito Comunista Italiano                      | COM    |
| Marco Pannella                                  | Italia      | Partito Radicale                                | CDI    |
| Giovanni Papapietro                             | Italia      | Partito Comunista Italiano                      | COM    |
| (Ben) George Benjamin Patterson                 | Regno Unito | Partito Conservatore                            | DE     |
| Andrew Pearce                                   | Regno Unito | Partito Conservatore                            | DE     |
| Mario Pedini                                    | Italia      | Democrazia Cristiana                            | PPE    |
| Jiří Pelikán                                    | Italia      | Partito Socialista Italiano                     | SOC    |
| Jean J.M. Penders                               | Paesi Bassi | Appello Cristiano Democratico                   | PPE    |
| Daniel Percheron                                | Francia     | Partito Socialista                              | SOC    |
| (Hans) Johannes Wilhelm Peters                  | Germania    | Partito Socialdemocratico di Germania           | SOC    |
| Francesco Petronio                              | Italia      | Movimento Sociale Italiano - Destra Nazionale   | NI     |
| Gero Pfennig                                    | Germania    | Unione Cristiano-Democratica di Germania        | PPE    |
| Pierre Pflimlin                                 | Francia     | Unione per la Democrazia Francese               | PPE    |
| Flaminio Piccoli                                | Italia      | Democrazia Cristiana                            | PPE    |
| Sergio Pininfarina                              | Italia      | Partito Liberale Italiano                       | LD     |
| Jean-François A. Pintat                         | Francia     | Unione per la Democrazia Francese               | LD     |
| René-Emile Piquet                               | Francia     | Partito Comunista Francese                      | COM    |
| The Lord Plumb                                  | Regno Unito | Partito Conservatore                            | DE     |
| Henriette Poirier                               | Francia     | Partito Comunista Francese                      | COM    |
| Christian Poncelet                              | Francia     | Raggruppamento per la Repubblica                | DPE    |
| Michel C. Poniatowski                           | Francia     | Unione per la Democrazia Francese               | LD     |
| Hans-Gert Pöttering                             | Germania    | Unione Cristiano-Democratica di Germania        | PPE    |
| Derek Prag                                      | Regno Unito | Partito Conservatore                            | DE     |
| Pierre-Benjamin Pranchère                       | Francia     | Partito Comunista Francese                      | COM    |
| Peter N. Price                                  | Regno Unito | Partito Conservatore                            | DE     |
| Sir Christopher J. Prout                        | Regno Unito | Partito Conservatore                            | DE     |
| James L.C. Provan                               | Regno Unito | Partito Conservatore                            | DE     |
| Marie-Jane Pruvot                               | Francia     | Unione per la Democrazia Francese               | LD     |
| Albert Pürsten                                  | Germania    | Unione Cristiano-Democratica di Germania        | PPE    |
| Ruggero Puletti                                 | Italia      | Partito Socialista Democratico Italiano         | SOC    |
| John Purvis                                     | Regno Unito | Partito Conservatore                            | DE     |
| Joyce G. Quin                                   | Regno Unito | Partito Laburista                               | SOC    |
| Renate-Charlotte Rabbethge                      | Germania    | Unione Cristiano-Democratica di Germania        | PPE    |
| Lucien Radoux                                   | Belgio      | Partito Socialista                              | SOC    |
| Eugène L. Remilly                               | Francia     | Raggruppamento per la Repubblica                | DPE    |
| Jean Rey                                        | Belgio      | Partito Riformatore Liberale                    | LD     |
| Sir Brandon Rhys Williams                       | Regno Unito | Partito Conservatore                            | DE     |
| Günter Rinsche                                  | Germania    | Unione Cristiano-Democratica di Germania        | PPE    |
| Carlo Ripa di Meana                             | Italia      | Partito Socialista Italiano                     | SOC    |
| Dame Shelagh Roberts                            | Regno Unito | Partito Conservatore                            | DE     |
| Allan R. Rogers                                 | Regno Unito | Partito Laburista                               | SOC    |
| Pino Romualdi                                   | Italia      | Movimento Sociale Italiano - Destra Nazionale   | NI     |
| André Rossi                                     | Francia     | Unione per la Democrazia Francese               | LD     |
| Yvette Roudy                                    | Francia     | Partito Socialista                              | SOC    |
| Giorgio Ruffolo                                 | Italia      | Partito Socialista Italiano                     | SOC    |
| Mariano Rumor                                   | Italia      | Democrazia Cristiana                            | PPE    |
| Richie Ryan                                     | Irlanda     | Fine Gael                                       | PPE    |
| Victor Sablé                                    | Francia     | Unione per la Democrazia Francese               | LD     |
| Bernhard Sälzer                                 | Germania    | Unione Cristiano-Democratica di Germania        | PPE    |
| Heinke Salisch                                  | Germania    | Partito Socialdemocratico di Germania           | SOC    |
| Jacques Santer                                  | Lussemburgo | Partito Popolare Cristiano Sociale              | PPE    |
| Georges Sarre                                   | Francia     | Partito Socialista                              | SOC    |
| Mario Sassano                                   | Italia      | Democrazia Cristiana                            | PPE    |
| Casimir J. Prinz zu Sayn-Wittgenstein-Berleburg | Germania    | Unione Cristiano-Democratica di Germania        | PPE    |
| Wolfgang Schall                                 | Germania    | Unione Cristiano-Democratica di Germania        | PPE    |
| Rudolf F. Schieler                              | Germania    | Partito Socialdemocratico di Germania           | SOC    |
| Dieter P.A. Schinzel                            | Germania    | Partito Socialdemocratico di Germania           | SOC    |
| Ursula Schleicher                               | Germania    | Unione Cristiano-Sociale in Baviera             | PPE    |
| Gerhard Schmid                                  | Germania    | Partito Socialdemocratico di Germania           | SOC    |
| Heinz Schmitt                                   | Germania    | Partito Socialdemocratico di Germania           | SOC    |
| Paul Schnitker                                  | Germania    | Unione Cristiano-Democratica di Germania        | PPE    |
| Karl Schön                                      | Germania    | Partito Socialdemocratico di Germania           | SOC    |
| Konrad Schön                                    | Germania    | Unione Cristiano-Democratica di Germania        | PPE    |
| Roger-Gérard Schwartzenberg                     | Francia     | Partito Socialista (MRG)                        | SOC    |
| Olaf Schwencke                                  | Germania    | Partito Socialdemocratico di Germania           | SOC    |
| Leonardo Sciascia                               | Italia      | Partito Radicale                                | CDI    |
| Sir James Scott-Hopkins                         | Regno Unito | Partito Conservatore                            | DE     |
| Christiane Scrivener                            | Francia     | Unione per la Democrazia Francese               | LD     |
| Barry H. Seal                                   | Regno Unito | Partito Laburista                               | SOC    |
| Horst Seefeld                                   | Germania    | Partito Socialdemocratico di Germania           | SOC    |
| Hans-Joachim Seeler                             | Germania    | Partito Socialdemocratico di Germania           | SOC    |
| Sergio Camillo Segre                            | Italia      | Partito Comunista Italiano                      | COM    |
| Lieselotte Seibel-Emmerling                     | Germania    | Partito Socialdemocratico di Germania           | SOC    |
| Jean Seitlinger                                 | Francia     | Unione per la Democrazia Francese               | PPE    |
| Madron Richard Seligman                         | Regno Unito | Partito Conservatore                            | DE     |
| Alexander Sherlock                              | Regno Unito | Partito Conservatore                            | DE     |
| Hellmut Sieglerschmidt                          | Germania    | Partito Socialdemocratico di Germania           | SOC    |
| Richard J. Simmonds                             | Regno Unito | Partito Conservatore                            | DE     |
| Maurice-René Simonnet                           | Francia     | Unione per la Democrazia Francese               | PPE    |
| Anthony M.H. Simpson                            | Regno Unito | Partito Conservatore                            | DE     |
| Sven Skovmand                                   | Danimarca   | Movimento Popolare contro la CEE                | CDI    |
| Antoinette Spaak                                | Belgio      | Fronte Democratico dei Francofoni               | NI     |
| Tom Spencer                                     | Regno Unito | Partito Conservatore                            | DE     |
| James W. Spicer                                 | Regno Unito | Partito Conservatore                            | DE     |
| Altiero Spinelli                                | Italia      | Partito Comunista Italiano                      | COM    |
| Vera Squarcialupi                               | Italia      | Partito Comunista Italiano                      | COM    |
| Sir Jack Stewart-Clark                          | Regno Unito | Partito Conservatore                            | DE     |
| Georges Sutra De Germa                          | Francia     | Partito Socialista                              | SOC    |
| John David Taylor                               | Regno Unito | Partito Unionista dell'Ulster                   | DE     |
| John Mark Taylor                                | Regno Unito | Partito Conservatore                            | DE     |
| Gaston Thorn                                    | Lussemburgo | Partito Democratico                             | LD     |
| Leo C. Tindemans                                | Belgio      | Partito Popolare Cristiano                      | PPE    |
| Teun Tolman                                     | Paesi Bassi | Appello Cristiano Democratico                   | PPE    |
| Giovanni Travaglini                             | Italia      | Democrazia Cristiana                            | PPE    |
| Frederick A. Tuckman                            | Regno Unito | Partito Conservatore                            | DE     |
| Amédée E. Turner                                | Regno Unito | Partito Conservatore                            | DE     |
| Alan R. Tyrrell                                 | Regno Unito | Partito Conservatore                            | DE     |
| Jochen van Aerssen                              | Germania    | Unione Cristiano-Democratica di Germania        | PPE    |
| Ien van den Heuvel                              | Paesi Bassi | Partito del Lavoro                              | SOC    |
| Frans G. van der Gun                            | Paesi Bassi | Appello Cristiano Democratico                   | PPE    |
| Herman F.G. Vanderpoorten                       | Belgio      | Partito della Libertà e del Progresso           | LD     |
| Marcel Albert Vandewiele                        | Belgio      | Partito Popolare Cristiano                      | PPE    |
| Karel A.L.H. Van Miert                          | Belgio      | Partito Socialista Differente                   | SOC    |
| Johan van Minnen                                | Paesi Bassi | Partito del Lavoro                              | SOC    |
| Sir Peter B.R. Vanneck                          | Regno Unito | Partito Conservatore                            | DE     |
| Marie-Claude Vayssade                           | Francia     | Partito Socialista                              | SOC    |
| Simone Veil                                     | Francia     | Unione per la Democrazia Francese               | LD     |
| Willem J. Vergeer                               | Paesi Bassi | Appello Cristiano Democratico                   | PPE    |
| Paul Vergès                                     | Francia     | Partito Comunista Francese                      | COM    |
| Joris B. Verhaegen                              | Belgio      | Partito Popolare Cristiano                      | PPE    |
| Willy Vernimmen                                 | Belgio      | Partito Socialista Differente                   | SOC    |
| Joannes J. Verroken                             | Belgio      | Partito Popolare Cristiano                      | PPE    |
| Heinz Oskar Vetter                              | Germania    | Partito Socialdemocratico di Germania           | SOC    |
| Bruno Visentini                                 | Italia      | Partito Repubblicano Italiano                   | LD     |
| Mechthild von Alemann                           | Germania    | Partito Liberale Democratico                    | LD     |
| Philipp von Bismarck                            | Germania    | Unione Cristiano-Democratica di Germania        | PPE    |
| Anne Vondeling                                  | Paesi Bassi | Partito del Lavoro                              | SOC    |
| Thomas von der Vring                            | Germania    | Partito Socialdemocratico di Germania           | SOC    |
| Otto von Habsburg                               | Germania    | Unione Cristiano-Sociale in Baviera             | PPE    |
| Kai Uwe von Hassel                              | Germania    | Unione Cristiano-Democratica di Germania        | PPE    |
| Karl von Wogau                                  | Germania    | Unione Cristiano-Democratica di Germania        | PPE    |
| Manfred W. Wagner                               | Germania    | Partito Socialdemocratico di Germania           | SOC    |
| Gerd Walter                                     | Germania    | Partito Socialdemocratico di Germania           | SOC    |
| Hanna Walz                                      | Germania    | Unione Cristiano-Democratica di Germania        | PPE    |
| Fred A. Warner                                  | Regno Unito | Partito Conservatore                            | DE     |
| Kurt Wawrzik                                    | Germania    | Unione Cristiano-Democratica di Germania        | PPE    |
| Beate Weber                                     | Germania    | Partito Socialdemocratico di Germania           | SOC    |
| Louise Weiss                                    | Francia     | Raggruppamento per la Repubblica                | DPE    |
| Michael J. Welsh                                | Regno Unito | Partito Conservatore                            | DE     |
| Klaus H.W. Wettig                               | Germania    | Partito Socialdemocratico di Germania           | SOC    |
| Heidemarie Wieczorek-Zeul                       | Germania    | Partito Socialdemocratico di Germania           | SOC    |
| Jean Wolter                                     | Lussemburgo | Partito Popolare Cristiano Sociale              | PPE    |
| Eisso P. Woltjer                                | Paesi Bassi | Partito del Lavoro                              | SOC    |
| Francis Wurtz                                   | Francia     | Partito Comunista Francese                      | COM    |
| Benigno Zaccagnini                              | Italia      | Democrazia Cristiana                            | PPE    |
| Mario Zagari                                    | Italia      | Partito Socialista Italiano                     | SOC    |
| Ortensio Zecchino                               | Italia      | Democrazia Cristiana                            | PPE    |

## Modifiche intervenute nella composizione

### Europarlamentari uscenti e subentranti
| Uscente                                         | Entrante                     | Stato       | Lista                                    | Gruppo | Data       |
| ----------------------------------------------- | ---------------------------- | ----------- | ---------------------------------------- | ------ | ---------- |
| Fernand Boden                                   | Marc M.J.A. Fischbach        | Lussemburgo | Partito Popolare Cristiano Sociale       | PPE    | 19.07.1979 |
| Gaston Thorn                                    | Jean Hamilius                | Lussemburgo | Partito Democratico                      | LD     | 19.07.1979 |
| Jacques Santer                                  | Jean Spautz                  | Lussemburgo | Partito Popolare Cristiano Sociale       | PPE    | 19.07.1979 |
| Nilde Iotti                                     | Protogene Veronesi           | Italia      | Partito Comunista Italiano               | COM    | 26.07.1979 |
| Jean Wolter                                     | Nicolas Estgen               | Lussemburgo | Partito Popolare Cristiano Sociale       | PPE    | 14.08.1979 |
| Leonardo Sciascia                               | Maria Antonietta Macciocchi  | Italia      | Partito Radicale                         | CDI    | 24.09.1979 |
| Michel Debatisse                                | Edgard Edouard Pisani        | Francia     | UDF/Partito Socialista                   | SOC    | 24.10.1979 |
| Kjeld Olesen                                    | Ove Fich                     | Danimarca   | Socialdemocratici                        | SOC    | 07.11.1979 |
| Anne Vondeling                                  | Phili J. Viehoff             | Paesi Bassi | Partito del Lavoro                       | SOC    | 29.11.1979 |
| Karl W.H. Hauenschild                           | Karl-Heinrich Mihr           | Germania    | Partito Socialdemocratico di Germania    | SOC    | 16.01.1980 |
| Eugen Loderer                                   | Fritz Gautier                | Germania    | Partito Socialdemocratico di Germania    | SOC    | 18.01.1980 |
| Jean Spautz                                     | Marcelle Lentz-Cornette      | Lussemburgo | Partito Popolare Cristiano Sociale       | PPE    | 05.03.1980 |
| Pierre Mauroy                                   | Frédéric Jalton              | Francia     | Partito Socialista                       | SOC    | 07.03.1980 |
| Emilio Colombo                                  | Antonio Del Duca             | Italia      | Democrazia Cristiana                     | PPE    | 16.04.1980 |
| Jacques Chirac                                  | Gérard Israel                | Francia     | Raggruppamento per la Repubblica         | DPE    | 16.05.1980 |
| Herman F.G. Vanderpoorten                       | Karel De Gucht               | Belgio      | Partito della Libertà e del Progresso    | LD     | 21.05.1980 |
| Charles-Ferdinand Nothomb                       | Pierre M.L.L.C. Deschamps    | Belgio      | Partito Sociale Cristiano                | PPE    | 21.05.1980 |
| Albert Pürsten                                  | Elmar Brok                   | Germania    | Unione Cristiano-Democratica di Germania | PPE    | 17.06.1980 |
| Giorgio Amendola                                | Giuseppe Vitale              | Italia      | Partito Comunista Italiano               | COM    | 24.06.1980 |
| Maurice Druon                                   | André Fanton                 | Francia     | Raggruppamento per la Repubblica         | DPE    | 26.06.1980 |
| Pierre Messmer                                  | Maurice CH.H. Doublet        | Francia     | Raggruppamento per la Repubblica         | DPE    | 01.07.1980 |
| Jean Rey                                        | Luc Ch.H. Beyer de Ryke      | Belgio      | Partito Riformatore Liberale             | LD     | 11.07.1980 |
| Claude Labbé                                    | Jean-José Clement            | Francia     | Raggruppamento per la Repubblica         | DPE    | 11.07.1980 |
| Mette Groes                                     | Eggert Petersen              | Danimarca   | Socialdemocratici                        | SOC    | 09.10.1980 |
| Michel Debré                                    | Pierre-Bernard Cousté        | Francia     | Raggruppamento per la Repubblica         | DPE    | 13.10.1980 |
| Christian Poncelet                              | Jean-Noël De Lipkowski       | Francia     | Raggruppamento per la Repubblica         | DPE    | 13.10.1980 |
| Alain Gillot                                    | Marie-Madeleine Fourcade     | Francia     | Raggruppamento per la Repubblica         | DPE    | 13.10.1980 |
| Marie-Madeleine Dienesch                        | André Turcat                 | Francia     | Raggruppamento per la Repubblica         | DPE    | 13.10.1980 |
| Hubert Buchou                                   | Daniel J.E. Vié              | Francia     | Raggruppamento per la Repubblica         | DPE    | 13.10.1980 |
| Nicole Chouraqui                                | François-Marie Geronimi      | Francia     | Raggruppamento per la Repubblica         | DPE    | 17.10.1980 |
| Colette Flesch                                  | René Mart                    | Lussemburgo | Partito Democratico                      | LD     | 26.11.1980 |
| Herbert W. Köhler                               | Otmar Franz                  | Germania    | Unione Cristiano-Democratica di Germania | PPE    | 30.01.1981 |
| Maurits P.-A. Coppieters                        | Jaak H.-A. Vandemeulebroucke | Belgio      | Unione Popolare                          | CDI    | 12.02.1981 |
| Franz-Josef Nordlohne                           | Rudolf Wedekind              | Germania    | Unione Cristiano-Democratica di Germania | PPE    | 17.02.1981 |
| Suzanne Dekker                                  | Doeke Eisma                  | Paesi Bassi | Democratici 66                           | NI     | 11.06.1981 |
| Édith Cresson                                   | Roger Fajardie               | Francia     | Partito Socialista                       | SOC    | 17.06.1981 |
| Jacques Delors                                  | Raymond Forni                | Francia     | Partito Socialista                       | SOC    | 17.06.1981 |
| Yvette Roudy                                    | Gérard R.P. Fuchs            | Francia     | Partito Socialista                       | SOC    | 17.06.1981 |
| Maurice Faure                                   | Henri Saby                   | Francia     | Partito Socialista                       | SOC    | 17.06.1981 |
| Edgard Edouard Pisani                           | Bernard Thareau              | Francia     | Partito Socialista                       | SOC    | 17.06.1981 |
| Maurice Doublet                                 | Michel Junot                 | Francia     | Raggruppamento per la Repubblica         | DPE    | 19.06.1981 |
| Michael O'Leary                                 | Frank Cluskey                | Irlanda     | Partito Laburista                        | SOC    | 01.07.1981 |
| Liam Kavanagh                                   | Séamus Pattison              | Irlanda     | Partito Laburista                        | SOC    | 09.07.1981 |
| Eileen Desmond                                  | Seán Treacy                  | Irlanda     | Partito Laburista                        | SOC    | 09.07.1981 |
| Charles Josselin                                | Yvonne Théobald-Paoli        | Francia     | Partito Socialista                       | SOC    | 16.07.1981 |
| Joris B. Verhaegen                              | Eric KP Van Rompuy           | Belgio      | Partito Popolare Cristiano               | PPE    | 28.08.1981 |
| Claude Estier                                   | Nicolas Alfonsi              | Francia     | Partito Socialista                       | SOC    | 01.09.1981 |
| Françoise Gaspard                               | Alain Bombard                | Francia     | Partito Socialista                       | SOC    | 01.09.1981 |
| Jaak P.J. Henckens                              | Pol M.E.E. Marck             | Belgio      | Partito Popolare Cristiano               | PPE    | 07.09.1981 |
| Raymond Forni                                   | Marie-Jacqueline Desouches   | Francia     | Partito Socialista                       | SOC    | 11.09.1981 |
| Frédéric Jalton                                 | Louis Eyraud                 | Francia     | Partito Socialista                       | SOC    | 15.09.1981 |
| Georges Sarre                                   | Nicole Péry                  | Francia     | Partito Socialista                       | SOC    | 17.09.1981 |
| Marie-Madeleine Fourcade                        | Xavier Deniau                | Francia     | Raggruppamento per la Repubblica         | DPE    | 18.09.1981 |
| André Turcat                                    | Jean A.E.E. Meo              | Francia     | Raggruppamento per la Repubblica         | DPE    | 18.09.1981 |
| Gustave Ansart                                  | Dominique Bucchini           | Francia     | Partito Comunista Francese               | COM    | 28.09.1981 |
| Erdmann Linde                                   | Dieter Rogalla               | Germania    | Partito Socialdemocratico di Germania    | SOC    | 30.09.1981 |
| Susanna Agnelli                                 | Jas Gawronski                | Italia      | Partito Repubblicano Italiano            | LD     | 19.10.1981 |
| John O'Connell                                  | John Horgan                  | Irlanda     | Partito Laburista                        | SOC    | 21.10.1981 |
| Jean Oehler                                     | Paule Duport                 | Francia     | Partito Socialista                       | SOC    | 01.11.1981 |
| Gilles Martinet                                 | Pierre Lalumière             | Francia     | Partito Socialista                       | SOC    | 23.11.1981 |
| Jean de Lipkowski                               | René A.L. Paulhan            | Francia     | Raggruppamento per la Repubblica         | DPE    | 16.12.1981 |
| Willy C.E.H. De Clercq                          | Jeanne M. Pauwelyn           | Belgio      | Partito della Libertà e del Progresso    | LD     | 17.12.1981 |
| Leo C. Tindemans                                | Alphonsine M.J. Phlix        | Belgio      | Partito Popolare Cristiano               | PPE    | 17.12.1981 |
| Benigno Zaccagnini                              | Carlo Stella                 | Italia      | Democrazia Cristiana                     | PPE    | 05.01.1982 |
| Frans G. van der Gun                            | Joseph A. Mommersteeg        | Paesi Bassi | Appello Cristiano Democratico            | PPE    | 18.01.1982 |
| Paul Ph. M.H. De Keersmaeker                    | Raphaël M.G. Chanterie       | Belgio      | Partito Popolare Cristiano               | PPE    | 31.01.1982 |
| Marcel G.B. Colla                               | Marijke J.H. Van Hemeldonck  | Belgio      | Partito Socialista Differente            | SOC    | 31.01.1982 |
| Jean Hamilius                                   | Charles Goerens              | Lussemburgo | Partito Democratico                      | LD     | 15.02.1982 |
| Jean-José Clément                               | Jean Mouchel                 | Francia     | Raggruppamento per la Repubblica         | DPE    | 16.02.1982 |
| Frank Cluskey                                   | Brendan Halligan             | Irlanda     | Partito Laburista                        | SOC    | 02.03.1982 |
| Fernand L. Delmotte                             | Raymonde M.E.A. Dury         | Belgio      | Partito Socialista                       | SOC    | 30.03.1982 |
| Francis Combe                                   | Jean-Thomas Nordmann         | Francia     | Unione per la Democrazia Francese        | LD     | 16.04.1982 |
| André Fanton                                    | André Bord                   | Francia     | Raggruppamento per la Repubblica         | DPE    | 19.04.1982 |
| Guido Gonella                                   | Sergio Ercini                | Italia      | Democrazia Cristiana                     | PPE    | 09.09.1982 |
| Jean Méo                                        | Magdeleine Anglade           | Francia     | Raggruppamento per la Repubblica         | DPE    | 06.10.1982 |
| Victor J.J. Michel                              | Paul Vankerkhoven            | Belgio      | Partito Sociale Cristiano                | PPE    | 09.11.1982 |
| Michel Junot                                    | Roger Gauthier               | Francia     | Raggruppamento per la Repubblica         | DPE    | 13.01.1983 |
| John Horgan                                     | Flor O'Mahony                | Irlanda     | Partito Laburista                        | SOC    | 02.03.1983 |
| Willy Brandt                                    | Hermann Heinemann            | Germania    | Partito Socialdemocratico di Germania    | SOC    | 11.03.1983 |
| René Paulhan                                    | Marie-Claire Scamaroni       | Francia     | Raggruppamento per la Repubblica         | DPE    | 11.03.1983 |
| Roger-Gérard Schwartzenberg                     | Pierre Bernard               | Francia     | Partito Socialista                       | SOC    | 25.03.1983 |
| Xavier Deniau                                   | Jacqueline Nebout            | Francia     | Raggruppamento per la Repubblica         | DPE    | 25.04.1983 |
| Louise Weiss                                    | Hughes Tatilon               | Francia     | Raggruppamento per la Repubblica         | DPE    | 27.05.1983 |
| Hughes Tatilon                                  | Gabriel Kaspereit            | Francia     | Raggruppamento per la Repubblica         | DPE    | 25.07.1983 |
| Bruno Visentini                                 | Mario Di Bartolomei          | Italia      | Partito Repubblicano Italiano            | LD     | 23.09.1983 |
| Bettino Craxi                                   | Giorgio Strehler             | Italia      | Partito Socialista Italiano              | SOC    | 26.09.1983 |
| Jean Mouchel                                    | Hector Rolland               | Francia     | Raggruppamento per la Repubblica         | DPE    | 01.10.1983 |
| Giorgio Ruffolo                                 | Gaetano Cingari              | Italia      | Partito Socialista Italiano              | SOC    | 03.10.1983 |
| Magdeleine Anglade                              | Hector Rivierez              | Francia     | Raggruppamento per la Repubblica         | DPE    | 19.11.1983 |
| Daniel Percheron                                | Roland Marchesin             | Francia     | Partito Socialista                       | SOC    | 01.01.1984 |
| Casimir J. Prinz zu Sayn-Wittgenstein-Berleburg | Axel N. Zarges               | Germania    | Unione Cristiano-Democratica di Germania | PPE    | 01.01.1984 |
| Mario Sassano                                   | Francesco Cosentino          | Italia      | Democrazia Cristiana                     | PPE    | 16.01.1984 |
| Séamus Pattison                                 | Justin Keating               | Irlanda     | Partito Laburista                        | SOC    | 08.02.1984 |

### Modifiche intervenute per effetto dell'ampliamento delle Comunità europee
Gli europarlamentari designati (indicati con la lett. D) si insediarono in data 01.01.1981 e terminarono l'incarico in data 18.10.1981; gli europarlamentari eletti in occasione delle elezioni europee del 1981 (indicati con la lett. E) si insediarono in data 02.11.1981.
| Deputato                   | Lista di elezione                        | Gruppo | Nota |
| -------------------------- | ---------------------------------------- | ------ | ---- |
| Dimitrios Adamou           | Partito Comunista di Grecia              | COM    | E    |
| Alexandros Alavanos        | Partito Comunista di Grecia              | COM    | E    |
| Georgios Alexiadis         | Partito dei Progressisti                 | NI     | E*   |
| Leonidas Bournias          | Nuova Democrazia                         | NI PPE | D-E  |
| Yannis Coutsocheras        | Movimento Socialista Panellenico         | SOC    | D    |
| Georgios Dalakouras        | Nuova Democrazia                         | NI     | D    |
| Ioannis Dimopoulos         | Nuova Democrazia                         | NI     | D    |
| Vassilis Ephremidis        | Partito Comunista di Grecia              | COM    | E    |
| Assimakis Fotilas          | Movimento Socialista Panellenico         | SOC    | D    |
| Dimitrios Frangos          | Nuova Democrazia                         | NI     | D    |
| Antonios Georgiadis        | Movimento Socialista Panellenico         | SOC    | D-E  |
| Achillefs Gerokostopoulos  | Nuova Democrazia                         | PPE    | E    |
| Ilias Glykofridis          | Partito dei Progressisti                 | NI     | E*   |
| Konstantinos Gontikas      | Nuova Democrazia                         | NI PPE | D-E  |
| Ioannis Haralampopoulos    | Movimento Socialista Panellenico         | SOC    | D    |
| Konstantinos Kallias       | Nuova Democrazia                         | PPE    | E    |
| Konstantinos Kaloyannis    | Nuova Democrazia                         | PPE    | E    |
| Konstantinos Kappos        | Partito Comunista di Grecia              | COM    | D*   |
| Ioannis Katsafados         | Nuova Democrazia                         | NI     | D    |
| Filotas Kazazis            | Nuova Democrazia                         | PPE    | E    |
| Dimitrios Koulourianos     | Movimento Socialista Panellenico         | SOC    | E    |
| Leonidas Kyrkos            | Partito Comunista di Grecia dell'Interno | COM    | E    |
| Leonidas Lagakos           | Movimento Socialista Panellenico         | SOC    | E    |
| Konstantinos Loules        | Partito Comunista di Grecia              | COM    | D    |
| Christos Markopoulos       | Movimento Socialista Panellenico         | SOC    | E    |
| Spyridon Markozanis        | Nuova Democrazia                         | NI     | D    |
| Kalliopi Nikolaou          | Movimento Socialista Panellenico         | SOC    | E    |
| Konstantinos Nikolaou      | Movimento Socialista Panellenico         | SOC    | D-E  |
| Aristidis Ouzounidis       | Movimento Socialista Panellenico         | SOC    | E*   |
| Konstantina Pantazi        | Movimento Socialista Panellenico         | SOC    | E    |
| Apostolos Papageorgiou     | Partito dei Progressisti                 | NI     | E    |
| Ioannis Papantoniou        | Movimento Socialista Panellenico         | SOC    | E    |
| Efstratios Papaefstratiou  | Nuova Democrazia                         | NI PPE | D-E  |
| Anastassios Peponis        | Movimento Socialista Panellenico         | SOC    | D    |
| Ioannis Pesmazoglou        | Partito del Socialismo Democratico       | NI     | D-E  |
| Spyridon Plaskovitis       | Movimento Socialista Panellenico         | SOC    | D-E  |
| Emmanouil Poniridis        | Movimento Socialista Panellenico         | SOC    | E*   |
| Mihaïl Protopapadakis      | Nuova Democrazia                         | PPE    | E    |
| Evanghelos Soussouroyannis | Nuova Democrazia                         | NI     | D    |
| Mihail Vardakas            | Nuova Democrazia                         | NI     | D    |
| Nikolaos Vgenopoulos       | Movimento Socialista Panellenico         | SOC    | E    |
| Themistokles Visas         | Nuova Democrazia                         | NI     | D    |
| Dimitrios Vlahopoulos      | Nuova Democrazia                         | NI     | D    |
| Georgios Voyadzis          | Nuova Democrazia                         | NI     | D    |
| Nikos Zardinidis           | Nuova Democrazia                         | NI     | D    |
| Ioannis Ziagas             | Movimento Socialista Panellenico         | SOC    | E*   |
| Ioannis Zighdis            | Unione del Centro Democratico            | NI     | D    |